# قضاء الخليل
قضاء الخليل (بالإنجليزية: District of Hebron) هو تقسيم إداري سابق في فلسطين التاريخية يعود لفترة الإنتداب البريطاني (بين 1920 وحتى 1948)، مركزه مدينة الخليل. يقع في الجزء الأوسط لفلسطين، ويحيط به كل من قضاء القدس وقضاء الرملة من الشمال، وقضاء بئر السبع من الجنوب، وقضاء غزة من الغرب. ويطل على البحر الميت إلى الشرق.

## قرى قضاء الخليل المدمرة
قرى قضاء الخليل المدمرة داخل الخط الأخضر: برقوسيا، بيت جبرين، بيت نتيف، تل الصافي، خربة أم برج، الدوايمة، دير الدبان، دير نخاس، رعنا، زكريا، ذكرين، زيتا، عجور، القبيبة، كدنة، مغلس.

## السكان اليوم

### السكان المهجرين
يعيش ما يزيد عن 50% من اللاجئين من سكان قضاء الخليل في مخيم الفوار، مخيم الدهيشة ومخيم العروب؛ ويشكل اللاجئين من بيت جبرين، بيت نتيف، زكريا وعجور أكثر من 50% من اللاجئين المسجلين من قضاء الخليل في الضفة الغربية.